# عشق تو (ترانه جیسو)
«عشق تو» (انگلیسی: Your Love) ترانه‌ای از خواننده اهل کره جنوبی، جیسو است. این ترانه دومین قطعهٔ نخستین آلبوم چندآهنگهٔ او به نام آمورتیج (۲۰۲۵) است که در ۱۴ فوریه ۲۰۲۵ توسط ناشر خودش بلیسو و وارنر رکوردز منتشر شد.
این ترانه با ترکیب عناصری از الکتروپاپ، پاپ راک و بابلگام پاپ، شادی عمیق و فراگیر یک زن از عشق رمانتیک را به تصویر می‌کشد. این ترانه توسط جیسو، جک برادی، جوردن رومان، وایولت اسکایز، لیلیان کاپوتو و جنا راین نوشته شده است. تهیه‌کنندگی این ترانه بر عهدهٔ بیلسو و د وِیوز بوده است.
«عشق تو» به جایگاه ۱۹۷ جدول دیجیتال سرکل در کره جنوبی رسید و در سنگاپور و نیوزیلند نیز وارد جدول‌ها شد. منتقدان به‌طور مثبت به شعر و تولید آن واکنش نشان دادند و اشاره کردند که چگونه این ترانه جنبه‌ای متفاوت از جیسو را به نمایش می‌گذارد و با تم‌های تک‌آهنگ آغازین این آلبوم به نام «زمین‌لرزه» هماهنگ است.

## جدول‌های موسیقی
| جدول (۲۰۲۵)                       | بالاترین جایگاه |
| --------------------------------- | --------------- |
| تک‌آهنگ‌های داغ نیوزیلند (آرام‌ان‌زی) | ۲۳              |
| سنگاپور منطقه‌ای (آرآی‌ای‌اس)        | ۱۲              |
| کره جنوبی (سرکل)                  | ۱۹۷             |

## تاریخچه انتشار
| منطقه | تاریخ         | فرمت                  | ناشر        | منابع |
| ----- | ------------- | --------------------- | ----------- | ----- |
| مختلف | ۱۴ فوریه ۲۰۲۵ | دانلود دیجیتال استریم | بلیسو وارنر | [ ۴ ] |